# Esplosioni di gas a Kaohsiung del 2014

Aree di esplosione di gas a Kaohsiung

Le esplosioni di Kaohsiung del 2014 (2014年高雄氣爆事故T, 2014 Nián Gāoxióng Qìbào ShìgùP) sono una serie di esplosioni di gas avvenute nei distretti di Cianjhen e Lingya della città di Kaohsiung, nella Repubblica di Cina (Taiwan). Le esplosioni si verificarono intorno alla mezzanotte, dopo diverse fughe di gas iniziate dalle 20:46 (ora locale) del 31 luglio del 2014. Morirono 32 persone e 321 furono ferite.

## Evento

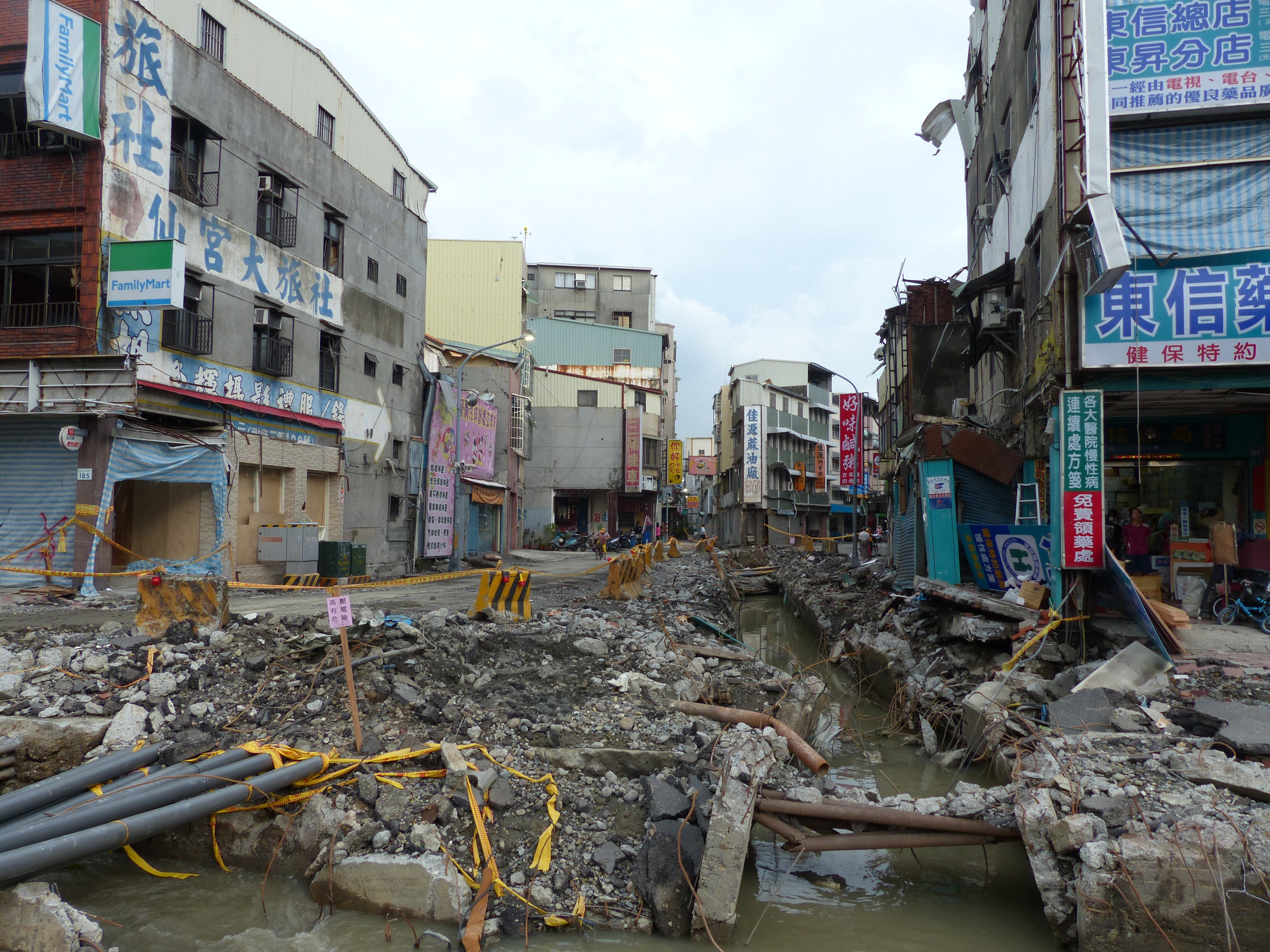
Danni sulla Sanduo 1st Road dopo le esplosioni.

### Le esplosioni
Diversi testimoni oculari segnalarono la fuoriuscita di odore di gas e fumo bianco dai tombini vicino alla Kaisyuan 3rd Road e alla Ersheng 1st Road nel distretto di Cianjhen il 31 luglio 2014 alle 20:46, oltre tre ore prima dell'incidente. Le esplosioni si verificarono più tardi alle 23:57 sulle Yisin Road, Ersheng Road, Sanduo Road e Guanghua Road.
Vari testimoni oculari riferirono di aver visto palle di fuoco che volavano verso il cielo e fiamme che raggiungevano il 15º piano. Le esplosioni distrussero strade, auto, persino camion dei pompieri, che rimasero intrappolati e capovolti. Le esplosioni inoltre causarono un'interruzione della rete elettrica e vennero danneggiati circa 6 km di strada. Alcuni veicoli e vittime sono stati trovati sui tetti di edifici alti tre o quattro piani. Una strada si divise a metà, ingoiando un camion dei pompieri e altri veicoli.
Il premier Jiang Yi-huah segnalò almeno cinque esplosioni avvenute per tutta la città e ridusse le forniture di gas a 23 600 famiglie, l'elettricità a 12 000 famiglie e l'acqua a 8 000 famiglie.
I pompieri della città di Kaohsiung, della città di Chiayi, della contea di Pingtung, della città di Tainan e della contea di Taitung si precipitarono sul posto per estinguere gli incendi e aiutare le operazioni di soccorso. Alcuni pompieri spruzzarono anche acqua sulle strade nella speranza di ridurre la temperatura del terreno. Durante l'incidente, quattro pompieri persero la vita, e due di loro scomparvero; le esplosioni ferirono anche altri 22 addetti alle emergenze. L'esercito taiwanese giunse sul posto solo dopo due ore dall'esplosione iniziale.
Nel corso della notte i reparti del pronto soccorso degli ospedali di Kaohsiung si riempirono di vittime e feriti, la maggior parte dei quali aveva subito tagli e ustioni. Alcuni dei feriti furono trasportati all'ospedale tramite dei camion a causa della scarsezza di ambulanze. Tutte le vittime vennero inviate in più di 20 ospedali di tutta la città, tra cui l'ospedale commemorativo di Chung-Ho, l'ospedale generale dei veterani di Kaohsiung, l'ospedale commemorativo di Chang Gung, l'ospedale generale di Yuan, l'ospedale generale delle forze armate e gli ospedali municipali uniti di Kaohsiung.

### Il salvataggio delle vite umane

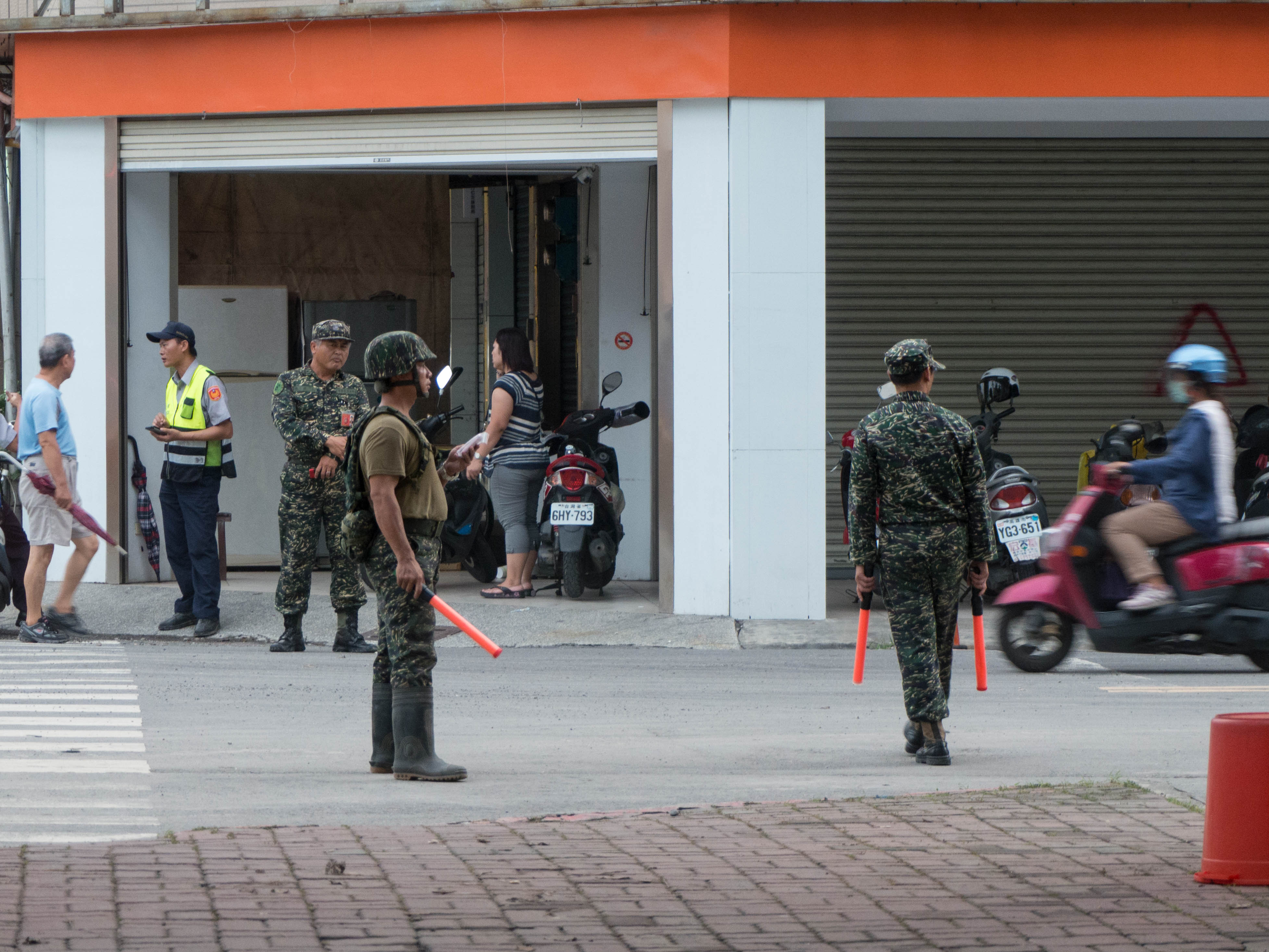
Ufficiali della Marina taiwanese della 99ª Brigata Marina che controllano il traffico sulla Fude 3rd Road.

Nel corso della mattina del 1º agosto 2014, la maggior parte degli incendi si estinse. La zona venne esplorata dal personale di soccorso, dai paramedici, dai cani da ricerca e dagli elicotteri alla ricerca di sopravvissuti . Mezzi pesanti edili vennero portati sul luogo dell'esplosione per iniziare a rimuovere i detriti dalla strada. Le scuole e gli uffici del quartiere vennero chiusi quel giorno e ai residenti e fu chiesto di lasciare le loro case per facilitare le operazioni di ricerca e soccorso. Nel pomeriggio, centinaia di persone fuggite dalle scene dell'esplosione tornarono a casa dopo che le case intorno alle aree d'esplosione erano state dichiarate sicure. Venne inoltre confermato che non potevano più verificarsi esplosioni e che tutte le fiamme erano state spente. Le restrizioni del traffico vennero messe in atto a Sanduo, Guanghua, Yixin e Kaisyuan Roads. Il personale dell'autostrada nazionale di Taiwan chiuse l'uscita in direzione nord, dalla superstrada Sun Yat-sen a Sanduo Road. Tuttavia, la Kaohsiung MRT e gli autobus non vennero interessati dai lavori di ricerca e soccorso.
Per aiutare la città nelle operazioni di soccorso, alle 22:30 di venerdì sera, il 1º agosto 2014 la Taiwan Power Company (Taipower) spense i quattro gruppi di generatori alimentati a gas naturale liquido, anche se nessuno dei loro condotti fu danneggiato durante le esplosioni. La chiusura ridusse la produzione totale di elettricità in tutta l'isola di Taiwan di 1 100 MW, pari a circa il 2,7% della capacità totale. La decisione di interrompere la fornitura venne raggiunta dopo una discussione tra il governo della città di Kaohsiung e la raffineria di petrolio CPC Corporation, in modo che la riparazione stradale e altri lavori di soccorso potessero procedere senza interruzioni. Con una generazione totale che avrebbe dovuto raggiungere 36 970 MW nelle ore di punta della settimana seguente, la Taipower aveva la capacità in eccesso di 3 170 MW e quindi poteva ancora soddisfare i bisogni di energia della città. Come misura precauzionale, la China Petrochemical Development Co., azienda che opera anche a Kaohsiung, ridusse la pressione del gas nelle sue condotte di propilene.
La domenica seguente, il 3 agosto 2014, altri 1 885 militari vennero inviati sul luogo per le operazioni di ricerca e soccorso, portando il numero totale inviati durante l'incidente a 5 567. Tra i militari vi erano anche le truppe di rilevamento chimico che continuavano a monitorare eventuali perdite di gas. Vennero dislocate 22 ambulanze, tre veicoli per il rilevamento di sostanze chimiche, 13 escavatori, 26 monitor per la rilevazione di persone ancora in vita ed altre attrezzature utilizzate anche nelle operazioni di soccorso, operazioni che attirarono molti passanti a curiosare od anche per avventurarsi nel quartiere in concomitanza con il San Valentino cinese, una mossa considerata irrispettosa per i morti. La polizia dovette chiedere loro di andarsene e chiedere al pubblico di stare lontano dalle aree in cui si verificarono le esplosioni, citando la fragilità del terreno e gli edifici in rovina.

### Conseguenze immediate
Le restanti 260 tonnellate di propene all'interno dei tubi danneggiati vennero espulse completamente entro il lunedì da entrambi i loro punti di ingresso e di uscita. Venne immesso del gas di azoto nei tubi per garantire che tutto il propilene fosse stato rimosso, una mossa già in precedenza realizzata dal CPC. Inoltre, l'amministrazione per la protezione dell'ambiente aveva inviato personale a Kaohsiung per assistere il governo locale nel monitoraggio dell'inquinamento atmosferico.
Il 5 agosto 2014, l'ufficio del procuratore distrettuale di Kaohsiung rilasciò i certificati di morte di due pompieri dispersi che avevano combattuto gli incendi causati dalle esplosioni di gas, nonostante i loro corpi non fossero ancora stati trovati. I pubblici ministeri affermarono che i soccorritori non erano riusciti a trovare i corpi sospettando che potessero essere stati vaporizzati dalle esplosioni.
L'8 agosto 2014, un'altra perdita di gas venne segnalata nel distretto di Cianjhen poco prima delle 7:50 del mattino provocando panico tra i residenti. Le persone che vivevano nel raggio di 150 metri dalla Kaisyuan 3rd Road vennero evacuate dal dipartimento di polizia della città fino alla scuola media municipale di Kaohsiung Guanghua e alla scuola elementare Le Chyuan, suscitando preoccupazione tra i residenti per la loro sicurezza. Le autorità cercarono di individuare la fonte del gas e inviarono personale all'incrocio tra Yisin e Kaisyuan Roads. La lettura del livello di concentrazione del gas raggiunse il picco a 5 000 ppm intorno alle 11:00, principalmente metano. Tuttavia, entro le 14:30 il livello di concentrazione scese sotto i 10 ppm. Le prime misurazioni indicavano che almeno quattro gas trapelati erano metano, propene, etilene e butano.
Il 9 agosto 2014, il governo della città di Kaohsiung ordinò a LCY di interrompere tutte le operazioni fino a quando il suo piano per migliorare la sicurezza del gasdotto fosse stato esaminato dal governo. Se LCY si fosse rifiutata di farlo, il governo avrebbe notificato alla Taipower e alla Taiwan Water Corporation di cessare di fornire rispettivamente l'elettricità e l'acqua alla società.

## Investigazione

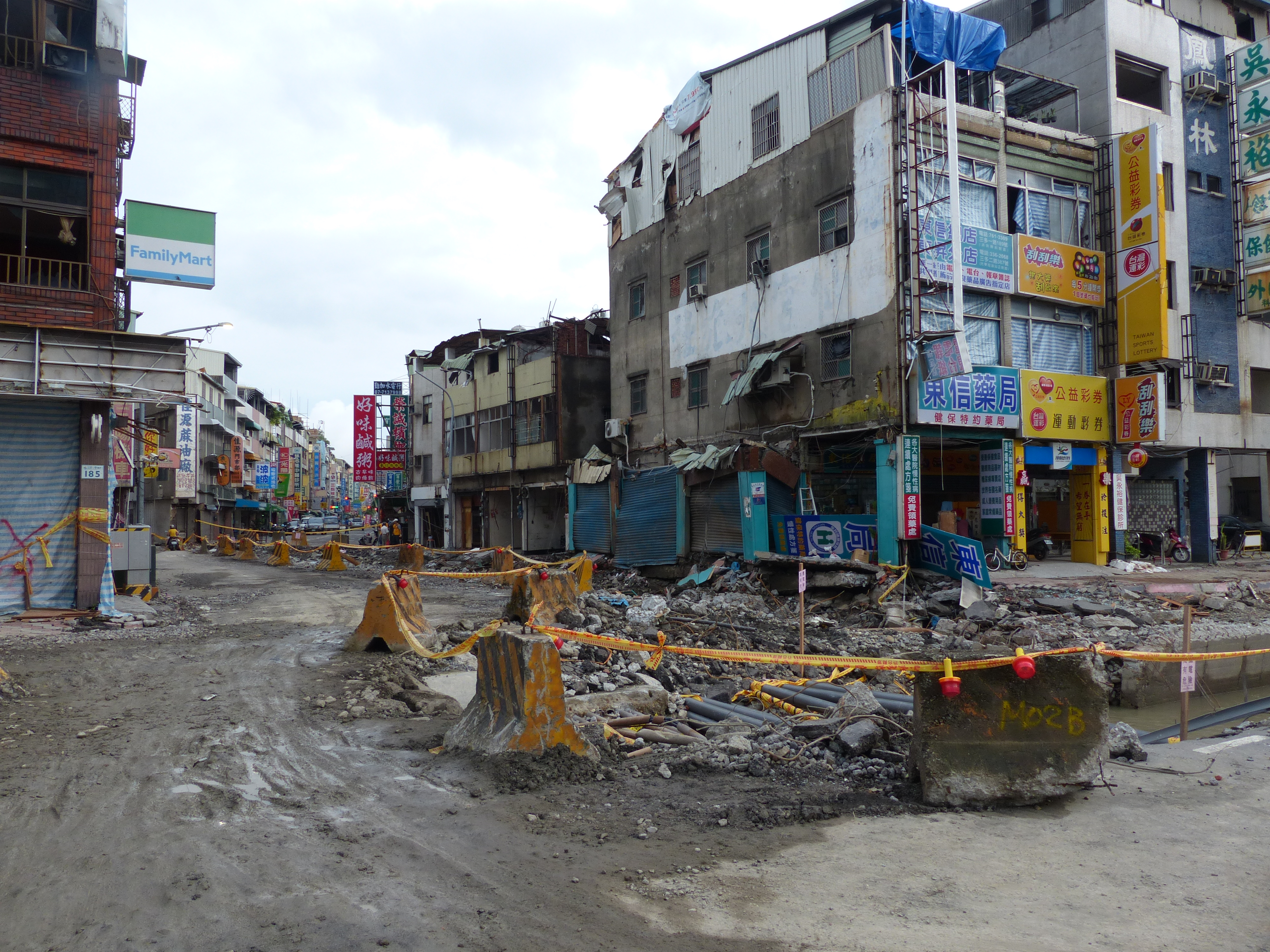
I tubi sotterranei danneggiati e il sistema fognario creano trincee.

Il ministro degli affari economici Chang Chia-juch, in qualità di direttore del Centro operativo di emergenza centrale, sospettava che le esplosioni fossero causate da una perdita di propene e che i vigili del fuoco non potessero estinguere gli incendi con l'acqua. I soccorritori dovettero aspettare che il gas si bruciasse dopo la chiusura della fornitura. Si sospettò che le condotte interessate fossero quelle utilizzate per la consegna di gas alla fabbrica petrolchimica LCY Chemical Corp. (LCY; 李長榮化學工業S).
Le condutture interessate erano state progettate e costruite dalla CPC Corporation di proprietà del governo. Tuttavia, la CPC dichiarò che il sistema di condotte non mostrava alcun segno di problemi prima dell'esplosione. I gasdotti vennero approvati nel 1990 dal Vice Presidente Wu Den-yih, ex-sindaco di Kaohsiung dal 1990 al 1998, e la costruzione venne completata nel 1994. Le condotte non venivano ispezionate correttamente da 24 anni.
Il governo della città di Kaohsiung scoprì che una tubatura di 10 centimetri che portava propulsione al parco industriale di Ren Da aveva avuto una pressione anomala tra le 20:40 e le 21:00 della notte in cui avvenne la fuga di gas.
La pressione nel sistema di tubazioni LCY utilizzato per trasportare il propene da uno dei suoi fornitori iniziò a mostrare anomalie a partire dalle 20:00 di quella giornata e 3,77 tonnellate di propene fuoriuscirono tra le 20:00 e le 21:00. La compagnia non chiuse la fornitura alle tubature fino alle 23:40, 16 minuti prima della prima esplosione di gas. La concentrazione del propene nel sito dell'esplosione era anormalmente elevata a 13.000 ppm. In una conferenza stampa il venerdì seguente, il CEO di LCY dichiarò che la società stava collaborando pienamente con le autorità nelle indagini e che la società si sarebbe assunta la responsabilità in caso di condanna.
Durante una conferenza stampa la domenica seguente alla Borsa di Taiwan a Taipei, LCY dichiarò che era responsabilità della CPC progettare e controllare i tubi del gas. La CPC rispose che i tubi appartenevano alla LCY e CPC non aveva alcun contratto di manutenzione con loro. La LCY spiegò inoltre che la rilevazione delle perdite di carico che indicano perdite di gas era responsabilità del China General Terminal e della Distribution Corporation (CGTD; 華運倉儲T), chi trasporta i prodotti petrolchimici di LCY attraverso i tubi. LCY affermò di aver prima rilevato anomalie quando la fornitura di propene cessò del tutto alle 20:49 e tornò alla normalità mezz'ora più tardi. Alle 22:35, rilevarono ulteriori problemi, interrompendo il trasporto immediatamente. Secondo l'alto funzionario dell'ambiente di Kaohsiung, però, erano già trapelate tra le 20:00 e le 21:00 circa 3,77 tonnellate di gas, e il sistema di tubazioni venne spento solo alle 23:40 – solo 16 minuti prima dell'esplosione.
Il 5 agosto, l'Ufficio dei procuratori distrettuali di Kaohsiung (KDPO) recuperò documenti relativi al trasporto di propene dopo aver fatto irruzione negli uffici di LCY e CGTD il giorno prima. Diversi impiegati vennero portati in ufficio per essere interrogati. Per indagare meglio le cause dell'incidente, la KDPO invitò esperti nazionali del settore petrolchimico e petrolchimico nelle aree di esplosione per raccogliere prove. Il 18 dicembre, l'amministratore delegato e cinque dipendenti di LCY Chemical, tre dipendenti del China General Terminal e Distribution e tre dipendenti del Kaohsiung Public Works Bureau furono incriminati per il loro ruolo nell'incidente. L'accusa imputa questi tre gruppi con negligenza, a causa della mancata ispezione o manutenzione del gasdotto.

## Reazioni

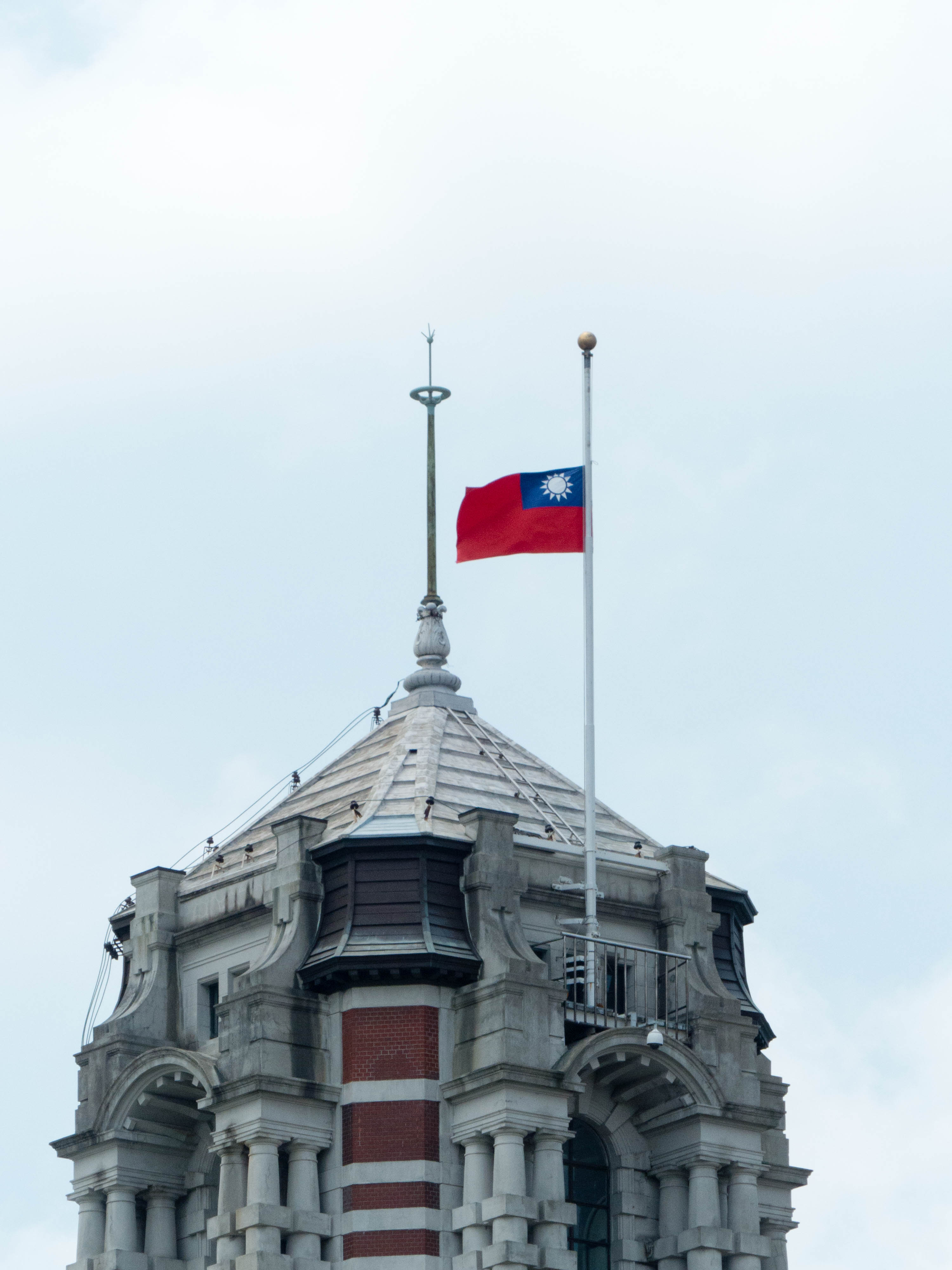
Bandiera di Taiwan sventolata a mezz'asta presso l'edificio presidenziale per tre giorni a partire dal 5 agosto 2014.

### Nazionali
Il presidente Ma Ying-jeou ordinò il pieno salvataggio per aiutare le vittime dell'esplosione. Durante la sua visita a Kaohsiung il sabato seguente per visitare i pazienti feriti negli ospedali e vedere i siti dell'esplosione, il presidente Ma promise di indagare a fondo sulle cause dell'incidente e di rivedere le reti di condutture sotterranee, sottolineando la necessità di una progettazione più completa e di una gestione efficiente.
Durante la sua ispezione del danno a Kaohsiung, il premier Jiang Yi-huah ordinò che la bandiera nazionale taiwanese venisse issata a mezz'asta per tre giorni a partire dal 5 agosto per commemorare le vittime delle esplosioni di gas e anche il volo 222 di TransAsia Airways la settimana prima nella contea di Penghu.
Il vice premier Mao Chi-kuo affermò che durante le operazioni di soccorso i dipendenti delle aziende dei servizi pubblici si sarebbero impegnati a riattivare l'energia elettrica e forniture idriche entro tre o cinque giorni. La Taiwan Power Company dichiarò che l'energia elettrica di circa 3 900 famiglie nelle aree meno colpite sarebbe dovuta riprendere entro due giorni, mentre le linee aeree temporanee, create per fornire le aree maggiormente colpite, avrebbero dovuto consentire la ripresa dell'elettricità entro tre giorni. La Taiwan Water Corporation dichiarò entro cinque giorni avrebbe posato condutture idriche temporanee per fornire le aree colpite. Tuttavia, non venne predisposto alcun piano per riprendere la fornitura di gas nelle aree interessate.
Il sindaco della città di Kaohsiung, Chen Chu, dichiarò che le scuole e gli uffici nei distretti interessati sarebbero stati chiusi il giorno successivo all'esplosione per facilitare la ricerca e il salvataggio. Ordinò inoltre, alle compagnie di fornitura di gas CPC Corporation e Hsin Kao Gas di interrompere, già dopo la prima esplosione, l'erogazione lungo i gasdotti. Il sindaco Chen chiese al presidente Ma di studiare e rivedere la rete di oleodotti petrolchimici sotterranei di Kaohsiung al fine di evitare in futuro incidenti simili, incidenti che avrebbero potuto eventualmente comportare il reindirizzamento della fornitura per evitare zone densamente popolate. Chiese anche al governo centrale di aiutare il governo della città di Kaohsiung a sostituire tutti i tubi obsoleti, molti dei quali posati da 20-30 anni, e in alcuni casi da più di 40 anni.
Il ministero della Difesa schierò circa 1 600 soldati per le operazioni di soccorso, tra cui 131 mezzi di trasporto, 29 ambulanze, 3 camion dei pompieri, 3 veicoli per il rilevamento di sostanze chimiche, 15 macchine di ingegneria e altre attrezzature. Il ministero fornì anche alle vittime dell'esplosione degli alloggi gratuiti presso le basi militari.
Il partito del sindaco Chen, il Partito Progressista Democratico (PPD), sospese tutte le prossime attività elettorali municipali e locali previste per il mese di novembre dopo una riunione di emergenza presieduta dal presidente Tsai Ing-wen. Il DPP chiese anche ad altri comuni e contee guidati dal DPP di aiutare Kaohsiung. Anche il partito al governo Kuomintang sospese tutte le proprie attività imminenti.
Diversi importanti festival di Taiwan, come il Qixi Festival e il Dadaocheng Fireworks Festival, vennero annullati a causa dell'incidente.
La Commissione di vigilanza finanziaria annunciò il venerdì seguente di aver incaricato le compagnie assicurative di fornire richieste di indennizzo accelerato a tutti gli individui e le imprese interessate nella zona. Affermarono anche che le persone e le imprese potessero chiedere assistenza al Ministero degli Affari economici.
Le reazioni pubbliche nei confronti del governo furono in gran parte negative, criticando quella che è venne considerata come una lenta risposta da parte delle autorità per fermare e isolare la fuga di gas dopo la prima segnalazione. In seguito al disastro, molti residenti locali hanno affermato che il governo avrebbe dovuto spostare le condutture del gas lontano dai loro quartieri. Un residente affermò di aver avvertito le autorità cittadine prima dell'esplosione quando aveva sentito l'odore di gas vicino al suo appartamento. Tuttavia, le autorità gli dissero che la situazione era sotto controllo ed era stata dichiarata sicura dopo che polizia e pompieri sono arrivati sulla scena. Le autorità cittadine di Kaohsiung risposero a queste critiche dicendo che se gli abitanti fossero stati evacuati prima delle esplosioni, avrebbero potuto esserci stati anche più morti, dal momento che la maggior parte dei feriti o dei morti erano quelli sulle strade al momento degli incidenti. Secondo Taipower, stare in casa era la migliore precauzione che si potesse prendere per le persone coinvolte in un tale disastro. Il caucus del Consiglio comunale di Kaohsiung citò in giudizio il sindaco Chen Chu per negligenza che portò alla perdita di vite umane. Il caucus del Partito democratico progressista rispose presentando una causa contro l'ex sindaco di Kaohsiung, Wu Den-yih, perché "illegittimamente" consentì di seppellire i gasdotti. Wu pubblicò poi dei documenti che affermavano che i tubi erano stati installati prima del suo mandato a Kaohsiung.

### Aiuti internazionali

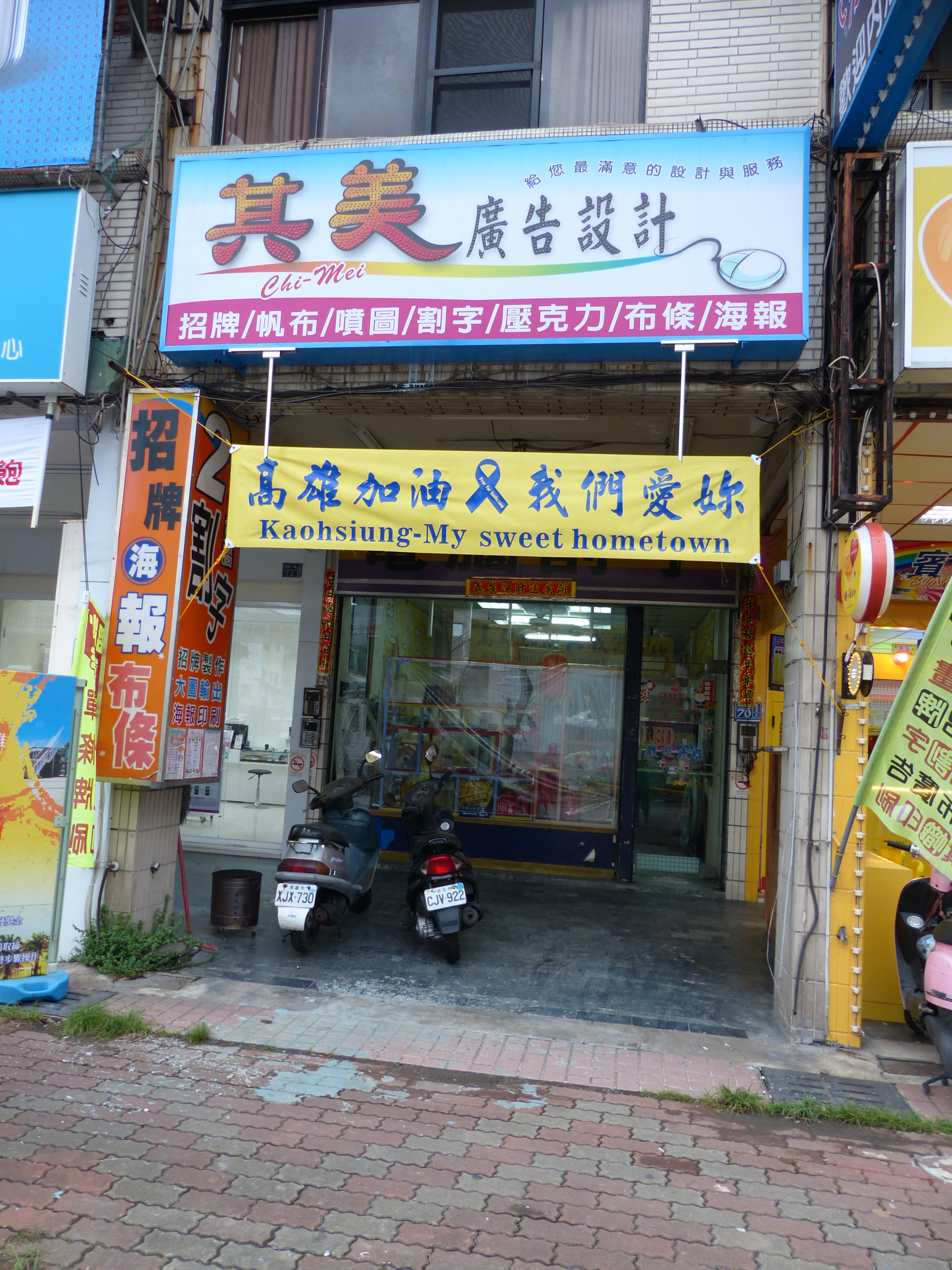
Striscione mostrato dai residenti locali per mostrare supporto per Kaohsiung.

- Cina – Xi Jinping, in qualità di Segretario generale del Partito Comunista Cinese, espresse le condoglianze per le esplosioni attraverso l'Ufficio Affari di Taiwan.[55][56] Il presidente dell'Associazione per le relazioni dello stretto di Taiwan, Chen Deming chiamò il presidente della Straits Exchange Foundation, Lin Join-Sane per dare solidarietà alle persone colpite dall'incidente e disse che la Cina era disposta a fornire assistenza.[57] Lin ringraziò Chen per l'offerta di aiuto, ma disse che Taiwan aveva messo in funzione il suo sistema di soccorso in caso di catastrofi e che per il momento non aveva bisogno di alcun aiuto esterno .[58]
- Hong Kong – L'amministratore delegato CY Leung espresse tristezza per la tragica esplosione di gas che aveva causato parecchie vittime.[59]
- Macao – L'amministratore delegato Fernando Chui, a nome del governo di Macao, della RAS, della Cina e dei residenti cinesi di Macao, espresse le sue più sentite condoglianze alle vittime e ai loro parenti.[60]
- Unione europea – L'Ufficio economico e commerciale europeo espresse le sue sincere condoglianze alle famiglie delle vittime dell'esplosione.[61]
- Francia - L'ufficio francese di Taipei espresse le sue più sincere condoglianze alle famiglie delle vittime dell'esplosione di gas di Kaohsiung. I loro pensieri erano con le famiglie e gli amici di quelli feriti o di quelli che hanno perso la vita.[62]
- Giappone – La Interchange Association, rappresentante del Giappone, Mikio Numata, inviò lettere di condoglianze al presidente Ma Ying-jeou, al ministro degli affari esteri David Lin e al presidente dell'Associazione delle relazioni dell'Asia orientale Lee Chia-chin.[61]
- Singapore – L'ufficio commerciale di Singapore a Taipei rilasciò una dichiarazione di profonde condoglianze.[63]
- Regno Unito – L'ufficio del commercio e della cultura britannico affermò che era rattristato nell'apprendere delle esplosioni di gas che hanno causato numerose perdite di vite umane e feriti.[63]

## Soccorso

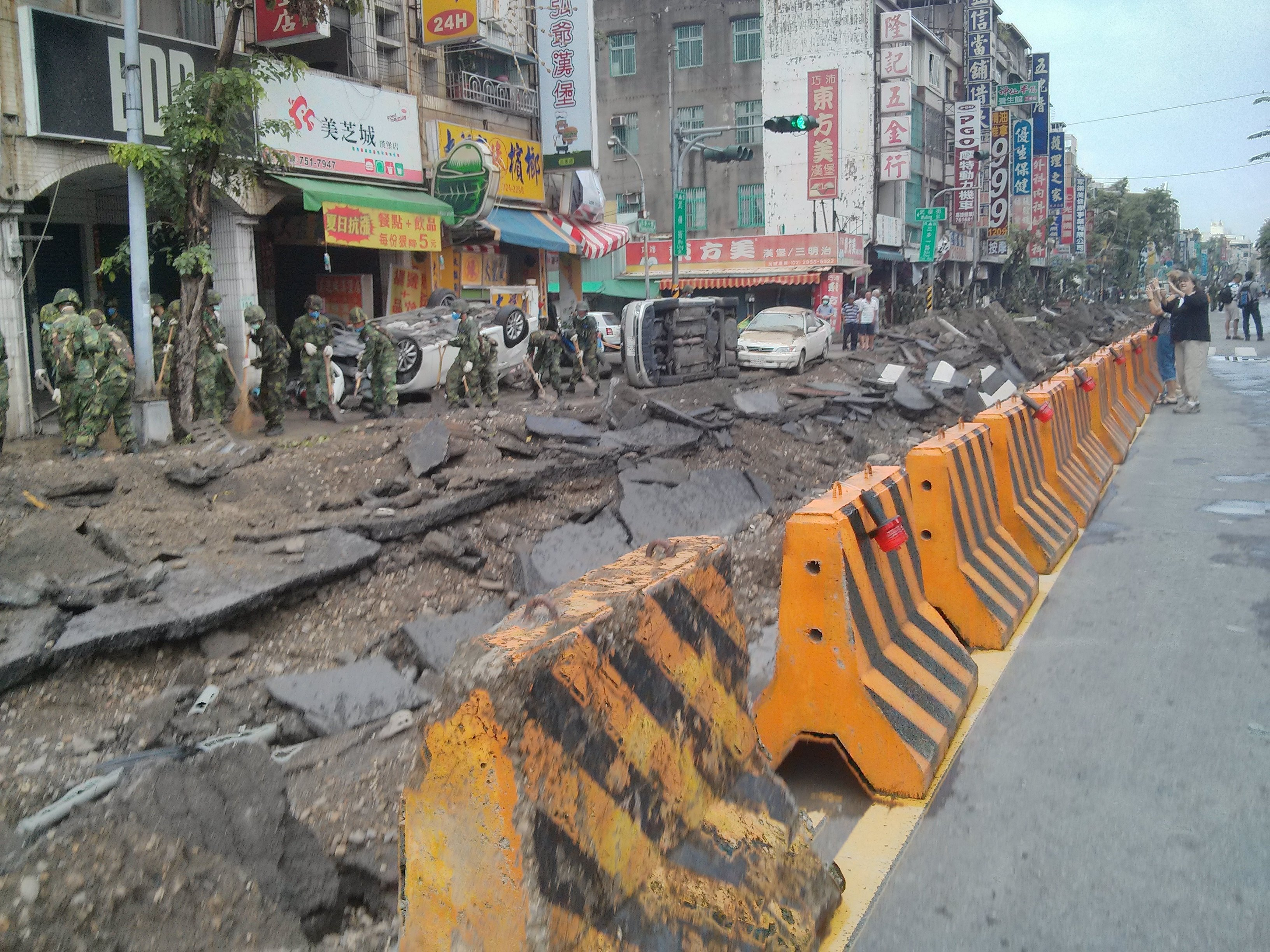
Soldati dell'esercito taiwanese durante il periodo di ricerca e soccorso a Sanduo 1st Road il venerdì dopo l'esplosione.

Per le 12 000 persone che furono evacuate durante la notte, vennero utilizzati complessivamente dieci rifugi di emergenza composti da diverse scuole e un centro culturale. Molte persone, compresi gli studenti di scuole superiori, si offrirono volontarie per aiutare gli sforzi di assistenza post-disastro cooperando per la distribuzione di forniture di soccorso e offrendo altri servizi.
Decine di hotel nei dintorni di Kaohsiung offrirono alloggio, lavanderia e servizi igienici gratuiti per le persone rimaste senza casa, dopo che le loro case erano state danneggiate dall'esplosione. Anche ristoranti, supermercati e minimarket offrirono diversi tipi di supporto.
Aiuti umanitari, come cibo, coperte, sacchi a pelo, acqua imbottigliata, assistenza d'emergenza, servizi di consulenza e funerali, furono offerti dalla Fondazione Tzu Chi, dalla filiale di Kaohsiung della Croce Rossa di Taiwan, dalla Sunshine Social Welfare Foundation e molte altre fondazioni.
Le donazioni provennero anche da settori aziendali quali Formosa Plastics Group, Advanced Semiconductor Engineering, Inc., Foxconn, Kinpo Group, Acer Inc., HTC, Gruppo E-United, Chailease Holding Co., MediaTek, Fubon Financial Holding Co., Capital Bus Company, Taipei Bus Company, Shanghai Commercial Bank, Tecnologia Tripod, RT-Mart, Taiflex e molti altri. Aziende come FamilyMart, 7-Eleven, Chinese Television Service e Videoland Television Network organizzarono campagne di raccolta fondi ed eventi per le vittime dell'esplosione. Anche le imprese taiwanesi che operano a Pechino e Shanghai parteciparono alla donazione di denaro per le vittime dell'esplosione.
Il sindaco di Taipei, Hau Lung-pin offrì 200 000 dollari taiwanesi alle famiglie delle vittime dell'esplosione. Sean Lien e Ko Wen-je, candidati come sindaci di Taipei alle elezioni municipali del 29 novembre 2014, donarono rispettivamente 2 000 000 e 400 000 di dollari taiwanesi. In una dichiarazione congiunta, cinque leader delle contee e del comune controllati dal DPP si impegnarono a donare un mese del loro salario alle vittime dell'esplosioneː il magistrato della contea di Chiayi Helen Chang, il magistrato della contea di Pingtung Tsao Chi-hung, il magistrato della contea di Yilan Lin Tsung- hsien, magistrato della contea di Yunlin Su Chih-fen e sindaco della città di Tainan William Lai.
Cantanti taiwanesi come Kenji Wu, Mayday e Peter Ho e il cantante della Cina continentale Ding Dang si unirono al pubblico per fare donazioni a sostegno delle vittime dell'esplosione, dal momento che molti dei loro parenti vivevano anche a Kaohsiung.
Il Ministero della Cultura lanciò un CD di poesia per onorare le vittime dell'esplosione pubblicate sulla pagina Facebook del ministero. Il ministro della Cultura Lung Ying-tai contribuì con un poema intitolato "Se l'avessi saputo prima" (如果早知道T).
Il Ministero della Salute e del Benessere fornì servizi per tenere consigli per aiutare i residenti a passare oltre il disturbo da stress post-traumatico, mobilitando personale medico e assistenti sociali nelle aree distrettuali colpite. I servizi sarebbero stati attivi per i seguenti due o tre mesi.
Nonostante le donazioni e il sostegno ricevuti da Kaohsiung, molte vittime si sono lamentate di dover aspettare in fila per più di due ore. Alcuni truffatori si sono finti vittime dell'esplosione, tentando di ottenere più donazioni.
A partire dal 7 agosto 2014, sono state ricevute donazioni da aziende e privati per un totale di 2,38 miliardi di dollari taiwanesi, con altri 1,6 miliardi di dollari taiwanesi di fondi che vennero concessi dallo Yuan esecutivo.

## Ricostruzione

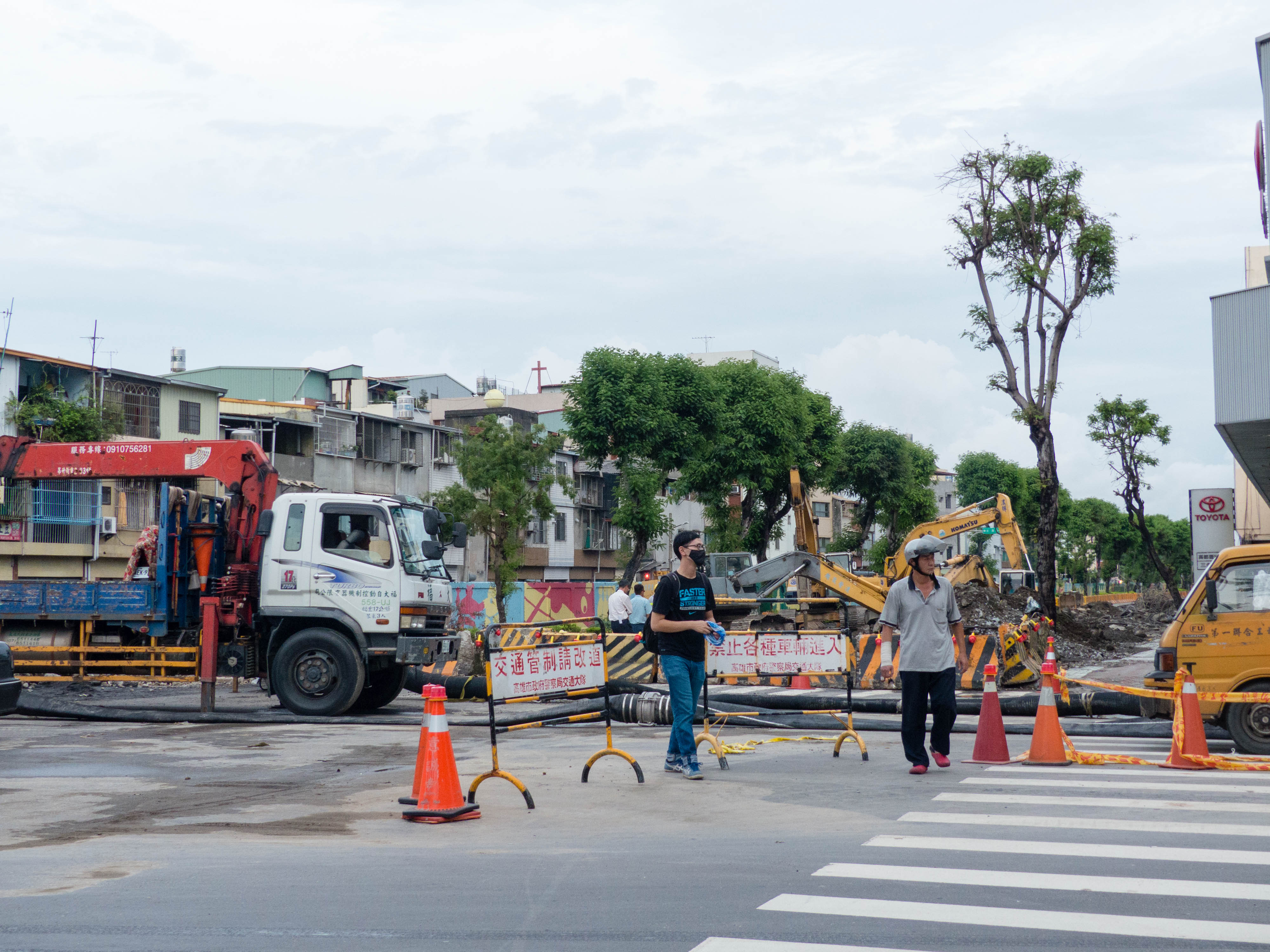
Mezzi pesanti mobilitati per i lavori di ricostruzione in Kaisyuan 2nd Road.

La stima iniziale del danno totale subito dalla città di Kaohsiung a causa dell'esplosione fu di circa 1,9 miliardi di dollari taiwanesi per la ricostruzione delle strade danneggiate e del sistema di drenaggio. Tuttavia, il costo sarebbe potuto aumentare se i costi per ricostruire gli edifici danneggiati e per compensare le vittime sarebbero stati inclusi.
La ricostruzione dei 6 km della strada danneggiata iniziò il lunedì seguente con il rifacimento del manto stradale. Il lavoro di Sanduo Road venne svolto dall'ufficio di manutenzione del governo della città di Kaohsiung, dall'ufficio Yisin Road di New Construction Office e da Kaisyuan Road dall'ufficio risorse idriche. I lavori di restauro comprendevano il ripristino delle strade, la riparazione dei marciapiedi danneggiati e il reimpianto di alberi, lavori che sarebbe costati circa 600 milioni di dollari. Il ripristino del sistema di drenaggio delle acque piovane sotto la strada avrebbe chiesto circa tre mesi, il che sarebbe costato altri 600 milioni di dollari taiwanesi.
Circa 1 500 negozi lungo le strade danneggiate vennero interessati dai lavori di ricostruzione delle strade, che portarono i proprietari a chiudere temporaneamente i loro negozi a causa della mancanza di clienti. Alcuni degli imprenditori di Kaisyuan Road furono subito in cerca di delocalizzazione piuttosto che aspettare la fine dei lavori stradali. L'ufficio per lo sviluppo economico aveva ricevuto registrazioni da 1 275 società fino a quel momento per compensazioni legate al disastro. L'ufficio aggiunse che il governo della città avrebbe concesso riduzioni fiscali per i negozi interessati e avrebbe costruito percorsi temporanei per consentire l'accesso alle aree senza lavori stradali, e le imprese avrebbero potuto anche richiedere aiuti sociali.
Nei giorni successivi alle esplosioni, i lavori di restauro e di ricostruzione vennero per lo più ostacolati, ritardati o talvolta interrotti da forti piogge e dalle eccessive inondazioni intorno alla zona. Le trincee create dalle esplosioni si allagarono e il flusso dell'acqua venne bloccato a causa delle fognature danneggiate, dei condotti sotterranei e del sistema di drenaggio. Le tubature dell'acqua vennero utilizzate per minimizzare le inondazioni in alcune zone della città. Anche l'esercito e i vigili del fuoco vennero messi in pausa pronti per essere schierati con zattere di salvataggio, quando necessario.
Il 20 novembre 2014, Sanduo, Kaisyuan e Yishin Roads vennero riaperte al traffico dopo i lavori di ripristino. Nel dicembre 2014, al fine di rilanciare le attività economiche nel luogo e nei negozi interessati, la giunta di Kaohsiung organizzò sorteggi e altre vendite promozionali.

## Conseguenze

### L'industria petrolchimica
Dopo le esplosioni, le quotazioni delle azioni di diverse compagnie petrolchimiche taiwanesi crollarono, in particolare quelle operanti a Kaohsiung, fino al 30% delle azioni della LCY.
Il vice ministro degli affari economici Woody Duh affermò che il ministero avrebbe presto istituito un sistema per controllare i gasdotti sotterranei e avrebbe costruito in futuro un database per la gestione della sicurezza, a partire da Kaohsiung e in seguito in altre città, comuni e contee.
Il governo della città di Taipei ordinò ispezioni in tutti e quattro i principali gasdotti della città, entro una settimana dalle segnalazioni di fughe di gas nei distretti di Zhongshan e Wanhua per cinque giorni consecutivi. La Great Taipei Gas aveva precedentemente ispezionato il sito e non individuando alcun pericolo immediato, aggiungendo che l'azienda aveva sigillato le perdite e un programma di sostituzione tubi. Sempre nel distretto di Zhongshan, la compagnia del gas effettuò alcuni lavori di manutenzione a causa della perdita di gas segnalata vicino a Songjiang Road. Il venerdì seguente l'allora vice sindaco di Taipei, Chen Hsiung-wen, condusse un'ispezione in un deposito di gas nel distretto di Neihu e affermò che i gasdotti sotterranei che attraversavano Taipei City trasportavano solo gas a bassa pressione escludendo il trasporto di altre sostanze chimiche. Aggiunse anche che i principali fornitori di gas avrebbero dovuto, entro una settimana, ispezionare tutti i propri oleodotti. Successivamente il governo della città creò anche un sito web dedicato ai residenti di Taipei per verificare quali tipi di cavi sotterranei e tubature corressero vicino alle loro case, dalle linee elettriche, alle linee di telecomunicazione e agli oleodotti utilizzati per trasportare acqua sanificata, acque reflue, acqua piovana, gas naturale e olio.
Pochi giorni dopo l'esplosione, il Premier Jiang Yi-huah incaricò il Ministero degli Affari Economici di mettere in sicurezza l'intera rete di tubazioni petrolchimiche di Taiwan e di istituire un sistema di gestione per evitare incidenti simili in futuro, aggiungendo che tale gestione sistema avrebbe aiutato i governi locali a determinare quali oleodotti petrolchimici dovessero essere trasferiti e quali potessero rimanere.
Un legislatore del Partito Prima il Popolo invitò i governi locali a creare agenzie che si occupassero di rischi chimici e impiegassero professionisti addestrati per supervisionare la gestione delle catastrofi e per istruire meglio i vigili del fuoco sulla natura delle diverse sostanze chimiche al fine di prendere decisioni corrette e ridurre gli incidenti.

### Critica e dimissioni di funzionari governativi
Il 6 agosto 2014, il premier Jiang Yi-huah e il ministro degli Affari economici Chang Chia-juch vennero invitati a dimettersi dai manifestanti dopo i commenti di "Three Noes" di Jiang del 4 agosto 2014 in cui si affermò che non c'era bisogno di una legge di legge speciale, assistenza finanziaria attraverso uno stanziamento speciale di bilancio e un'agenzia dedicata per amministrare i soccorsi dopo il disastro e la ricostruzione di Kaohsiung. Sempre nello stesso giorno, i residenti e i consiglieri del DPP del consiglio comunale di Kaohsiung si recarono al tribunale distrettuale di Kaohsiung di Taiwan per protestare contro la LCY nel tentativo di impedire alla compagnia di evitare i pagamenti compensativi per le esplosioni di gas. Il sindaco Chen dichiarò che il governo della città di Kaohsiung avesse congelato beni immobili e proprietà per circa 1,9 miliardi di dollari USA come misura precauzionale.
Il 7 agosto 2014, per assumersi la responsabilità dell'esplosione, il vice sindaco della città di Kaohsiung, Wu Hong-mo, il direttore del dipartimento delle risorse idriche Lee Hsien-yi, il direttore dell'ufficio lavori pubblici Chen Tsun-yung e Kaohsiung il direttore dell'Ufficio del transito rapido di massa Chen Tsun- yung diedero le loro dimissioni, una mossa che il sindaco Chen elogiò e che approvò e dichiarò che le dimissioni sarebbero entrate in vigore dopo la fine dei lavori di soccorso.
Alla sera, il ministero degli Affari economici rilasciò una dichiarazione in cui si comunicava che il ministro Chang Chia-juch e il viceministro Woody Duh avevano rassegnato le proprie dimissioni alle 10 del mattino allo Yuan esecutivo a causa del difficile contesto politico a seguito del persistente boicottaggio da parte di partiti di opposizione su diverse politiche economiche nell'ultimo anno e mezzo. Nonostante gli sforzi del Premier Jiang Yi-huah di persuadere Chang a restare nella sua carica ministeriale, lo Yuan esecutivo approvatò infine le sue dimissioni il 10 agosto 2014 e nominò il Vice Ministro Woody Duh in sostituzione di Chang.

### Servizi commemorativi
Lo stesso giorno all'obitorio municipale di Kaohsiung, alla presenza del vice premier Mao Chi-kuo, del sindaco di Kaohsiung Chen Chu, del ministro senza portafoglio Yang Chiu-hsing, del presidente del DPP Tsai Ing-wen e del presidente della LCY Bowei Lee. Lee chinò la testa per scusarsi con le famiglie delle vittime dell'esplosione, promettendo loro che l'azienda avrebbe fornito loro un buon compenso finanziario.
Il 12 agosto 2014, nell'arena Kaohsiung, si svolse un servizio religioso nazionale che riunì circa 10 000 persone di 30 gruppi religiosi locali che coprivano il buddismo, il cristianesimo, l'islam e il taoismo. Il presidente Ma Ying-jeou, che partecipò all'evento, elogiò i soldati e i pompieri che avevano rischiato la vita per salvare la vita delle persone. Ha rassicurato il pubblico che il governo avrebbe fornito l'assistenza necessaria per aiutare gli abintanti di Kaohsiung a tornare il prima possibile alla loro vita normale. Ha anche espresso la sua gratitudine per l'intervento dei volontari che hanno contribuito agli sforzi di soccorso e ricostruzione dopo il disastro.